# Passion (альбом Пітера Гебріела)
Passion (укр. пристрасть) — музичний альбом англійського композитора та співака Пітера Габріела який вперше був випущений на Real World Records.
Вперше його представили світові як саундтрек до фільму американського кінорежисера Мартіна Скорсезе «Остання спокуса Христа». Але композитор не зупинився на досягнутому, продовжив розвивати музику і випустив його як повноцінний альбом. Як результат, 1990 року Passion отримав (нагороду «Греммі» за найкращий альбом «Нової Епохи»).

## Огляд
Ще при створенні саундтреку до фільму, Габріель використовував ресурси організації, яку він заснував, WOMAD, для того щоб об'єднати музикантів з країн Близького Сходу, Африки, Європи та Південної Азії. Він працював з ними для створення музики, спрямованої на покращення настрою фільму. Passion — відкрив слухачам нових цікавих митців сучасності, таких як Нусрат Фатех Алі Хан,Юссу Н'Дур, L. Shankar, Baaba Maal.
Пізніше, того ж року, був випущений супутній альбом «Passion-Sources», який включає нові додаткові пісні. Габріель назвав цей альбом «відбором деякої традиційної музики та джерел натхнення».
Обкладинкою альбому 1989 року став твір «Drawing study for Self Image» («Малювання як дослідження для самопізнання»)- 1987 року, який складався з восьми частин та написаний вугіллям, графітом, пастою, акрилом, воском, соломою та пелюстками квітів на папері. Ця оригінальна композиція виконана художником Джуліаном Гратером [Архівовано 22 травня 2018 у Wayback Machine.].

## Список творів
*Всі треки написані Пітером Гебріелем, окрім тих, де зазначено інших авторів.
Сторона перша
| No. | Title                      | Length |
| --- | -------------------------- | ------ |
| 1.  | «The Feeling Begins»       | 4:00   |
| 2.  | «Gethsemane»               | 1:26   |
| 3.  | «Of These, Hope»           | 3:55   |
| 4.  | «Lazarus Raised»           | 1:26   |
| 5.  | «Of These, Hope — Reprise» | 2:44   |
| 6.  | «In Doubt»                 | 1:33   |
| 7.  | «A Different Drum»         | 4:40   |

Сторона друга
| No. | Title                | Writer(s)           | Length |
| --- | -------------------- | ------------------- | ------ |
| 8.  | «Zaar»               |                     | 4:53   |
| 9.  | «Troubled»           |                     | 2:55   |
| 10. | «Open»               | Gabriel, L. Shankar | 3:27   |
| 11. | «Before Night Falls» |                     | 2:18   |
| 12. | «With This Love»     |                     | 3:40   |

Сторона третя
| No. | Title                    | Writer(s)                      | Length |
| --- | ------------------------ | ------------------------------ | ------ |
| 13. | «Sandstorm»              |                                | 3:02   |
| 14. | «Stigmata»               | Gabriel, Mahmoud Tabrizi Zadeh | 2:28   |
| 15. | «Passion»                |                                | 7:39   |
| 16. | «With This Love (Choir)» |                                | 3:20   |

Сторона четверта
| Side four | Side four                | Side four |
| No.       | Title                    | Length    |
| --------- | ------------------------ | --------- |
| 17.       | «Wall of Breath»         | 2:29      |
| 18.       | «The Promise of Shadows» | 2:13      |
| 19.       | «Disturbed»              | 3:35      |
| 20.       | «It Is Accomplished»     | 2:55      |
| 21.       | «Bread and Wine»         | 2:21      |

## Список учасників які виконували твори
1. - Hossam Ramzy — цимбали, бубон, трикутник, тамбурин
  - Peter Gabriel — синтезатор, шейкер, флейта, голос, бас, перкусія, фортепіано
  - David Rhodes — гітара
  - L. Shankar — скрипка
  - Vatche Housepian — вірменський дудук
  - Antranik Askarian — вірменський дудук
  - Massamba Diop — барабан
  - Baaba Maal — вокал
  - Mahmoud Tabrizi Zadeh — кемечче
  - David Sancious — бек вокал
  - Nathan East — бас
  - Bill Cobham — ударні, перкусія, тамбурин
  - Robin Canter –гобой, англійський ріжок
  - Djalma Correa — Бразильська перкусія
  - Jon Hassell — труба
  - Richard Evans — запис хору
  - David Bottrill — перший бубон
  - Fatala — африканська перкусія
  - David Sancious — орган